# Karl Regensburger (Mediziner)
Karl Regensburger (* 22. Mai 1903 in Eisenach; † 29. April 1970 in West-Berlin) war ein deutscher Chirurg.

## Leben und Werk
Karl Regensburger stammte aus dem Großherzogtum Sachsen-Weimar-Eisenach und studierte Medizin an der Universität Jena. Seit 1924 war er Mitglied der Burschenschaft Arminia auf dem Burgkeller. Er spezialisierte sich auf Chirurgie und promovierte 1932 an der Universität Jena zum Dr. med. Danach war er einige Zeit als Assistent an der Klinik der Universität Göttingen tätig. In dieser Zeit legte er mehrere Publikationen über seine Forschungsergebnisse zu Schäden am Meniskus und der Lendenwirbelsäule sowie zum Magenkrebs vor. Nach 1952 wurde er Chefarzt der Chirurgischen Abteilung und ärztlicher Direktor des Städtischen Krankenhauses in Berlin-Wilmersdorf. In dieser Zeit setzte er seine Forschungen zur Behandlung des Magenkarzinoms fort. Er war Mitglied der Deutschen Gesellschaft für Chirurgie und starb im Alter von 67 Jahren.

## Schriften (Auswahl)
- Ein Fall von Zystizerkose des menschlichen Gehirns mit Zystizerkus des 4. Ventrikels. Jena 1932.
- Die Meniskusschäden im Kniegelenk unter besonderer Berücksichtigung der Meniskusschäden der Bergleute. In: Archiv für orthopädische und Unfall-Chirurgie 34 (1933), S. 116–139.
- Ein Beitrag zur Begutachtung der Meniskusschäden. In: Chirurg 6 (1934), S. 581–587.
- Meniskusschäden, eine Folge der Arbeit mit Preßluftwerkzeugen. In: Zentralblatt für Chirurgie 61 (1934), S. 2707–2709.
- Ergebnisse von Röntgenutersuchungen der Lendenwirbelbögen. In: Langenbecks Archiv klin. Chirurgie, 1937, S. 695–703.
- Über Spaltbildungen und freie Knochenschatten an den Gelenkfortsätzen der Lendenwirbelsäule. In: Bruns’ Beitrag klin. Chirurgie 1938, S. 622–640.
- Ein Beitrag zur Ätiologie des Kreuzschmerzes. Die Wichtigkeit der Röntgen-Schrägaufnahme bei der Diagnostik. In: Med. Klinik 1939, Nr. 14.
- Resektionsquote und Mortalität bei Magenkrebsoperationen aus einem 16-jährigen Zeitabschnitt. In: Brun’ Beitr. klin. Chirurgie 1950, S. 557 ff.
- Zur Gastrektomie ausgedehnter Magenkarzinome besonders im Greisenalter. In: Ärztliche Praxis, 1956, März-Heft.
- Die chirurgische Behandlung des Magenkarzinoms und Überlebenszeit. In: Deutsches mediz. Journal 14 (1963), S. 187 ff.